# Runit
runit és un init desenvolupat per Gerrit Pape. Fou preconfigurat per a Debian i sistemes BSD, essent fàcil d'adaptar a altres sistemes Unix-like. Dissenyat com un sistema mínim, veloç i fàcil d'emprar que permet escollir els serveis i components que s'executen a l'inici. Arrenca i apaga el sistema en tres etapes. Igual que SysV init, runit utilitza runlevels, però, per defecte, només n'utilitza dos: default, el normal, que executa tots els serveis enllaçats i single, que s'utilitza per a la recuperació. Podent-se afegir altres nivells d'execució si es desitja. Void Linux empra runit per defecte i Devuan permet escollir runit com a init.